# Sebastian Unger (Schriftsteller)
Sebastian Unger (*  6. April 1978 in Berlin) ist ein deutscher Schriftsteller.

## Leben
Sebastian Unger studierte am Deutschen Literaturinstitut Leipzig, später Kulturwissenschaften an der Europa-Universität Viadrina sowie Deutsch als Fremdsprache. Seither veröffentlichte er in  Anthologien und Zeitschriften. 2011 gewann er beim 19. Open Mike den Lyrikpreis. 2018 erschien sein Gedichtband Die Tiere wissen noch nicht Bescheid, der mit dem PoesieDebütPreis Düsseldorf und dem Frankfurter Lyrikpreis gewürdigt wurde. Unger unterrichtete als DAAD-Lektor u. a. an der Tongji-Universität in Shanghai, an der Jawaharlal Nehru University in Delhi und an der Nationalen Universität Charkiw.

## Auszeichnungen
- 2011 Lyrikpreis des 19. Open Mike
- 2011 Parlandopark-Lyrikpreis[10]
- 2014 Alfred-Döblin-Stipendium der Akademie der Künste Berlin[11]
- 2015 Berliner Arbeitsstipendium für Literatur[12]
- 2019 PoesieDebütPreis Düsseldorf
- 2019 Frankfurter Lyrikpreis

## Publikationen
- Die Tiere wissen noch nicht Bescheid (Gedichte), Matthes & Seitz Berlin, 2018, ISBN 978-3-95757-537-1.
- Das Pferd als sein eigener Reiter. Essays zum Ende der Natur, Matthes & Seitz Berlin, 2024, ISBN 978-3-7518-0901-6.

Beiträge in Anthologien und Zeitschriften (Auswahl)
- „Haltungen“ in: Edit 26 (Herbst 2001).
- „Haltungen (IV)“ in: Christoph Buchwald und Lutz Seiler (Hg.):  Jahrbuch der Lyrik 2003, Verlag C. H. Beck 2002, ISBN 978-3-406-48697-5.
- „Der unbefestigte Dompteur“, in: Ostragehege 68, Heft IV (2012), ISSN 0947-1286.
- „Mit Lenz unterwegs“ in: Bella triste 35 (2013).
- „Vogelbericht“, in: Andreas Heidtmann (Hg.), poet nr. 14 (2013), ISBN 978-3-940691-44-6.
- „Borametz – das unheilbar pflanzliche Lamm“ in: Steffen Popp (Hg.), Spitzen – Gedichte. Fanbook. Hall of Fame, Suhrkamp 2018,  ISBN 978-3-518-12719-3.
- Vier Gedichte, in: Steffen Richter und Andreas Rötzer (Hg.), Dritte Natur I, Matthes & Seitz Berlin 2018, ISBN 978-3-95757-458-9.